# Нев'янське
Нев'я́нське (рос. Невьянское) — село у складі Алапаєвського міського округу (Верхня Синячиха) Свердловської області.
Населення — 549 осіб (2010, 662 у 2002).
Національний склад населення станом на 2002 рік: росіяни — 98 %.